# Гарабогазсульфат
Гарабогазсульфат – підприємство хімічної промисловості, яке діє у прикаспійському регіону Туркменістану.
Передумовою виникнення підприємства став басейн соляного осадонакопичення у озері-лагуні Кара-Богаз-Гол. Ще з 1929 року тут велись роботи по збору природного сульфату натрію, а на початку 1970-х узялись за видобуток цієї солі промисловим способом. Потужності підприємства дозволяють продукувати 238 тисяч тон промислового та 67 тисяч тон природного сульфату натрію на рік. Іншим важливим продуктом став бішофіт (хлорид магнію), цех з виробництва якого став до ладу у 1966-му.
Допоміжним напрямком діяльності був випуск продукції медичного призначення – медичної глауберової солі (той самий сульфат натрію у вигляді мінералу мірабіліт) та бальнеологічного бішофіту (з 1979-го та 1989-го відповідно). Крім того, в 1986-му ввели в дію лінію річною потужністю 31 тисяча тон епсоміту (мінерал сульфату магнію). Втім, наразі «Гарабогазсульфат» займається випуском лише основних продуктів.